# المدرسة الأميرية (ضباء)
المدرسة الأميرية أو المدرسة التحضيرية الأميرية في ضباء، منطقة تبوك هي مدرسة تاريخية تأسست عام 1344 هـ الموافق 1925 م و في عام 1346 هـ. تحول اسمها الى مدرسة عمر بن الخطاب 

## التأسيس
بدأت المدرسة في أحد منازل أهلي بلدة ضباء في عام ١٣٤٤هـ حبث تعتبر امتداد لمرحلة التعليم بضباء التي يدأت عام ١٢٧٥هـ وبعد سنتين من تأسيسها في عام ١٣٤٦ أُعلنت مناقصة ببناء المدرسة الأميرية حيث تعتبر أول مناقصة في العصر السعودي وتم ارسائها على مصطفى دخيل الله الجهني بمبلغ 48 جنيه أميري ذهب حيث تولى بنائها، بعد الانتهاء من تعميرها، حصل محمد بن سليمان القيسي على منصب إدارة المدرسة كما تواجد حينها بالمدرسة نخبة من المعلمين منهم محمد بن محمود العبيدان ومعلمين سعوديين آخرين.

## الوصف
تتراوح عدد فصول المدرسة إلى ستة فصول و عدد الطلاب حوالي 15 طالب لكل فصل بينما تقدر مساحة المدرسة قرابة 180 متر مربع وفترة الدراسة فيها صباحية ومسائية. وحتى عام 1364 هجري كانت شهادة الصف الخامس هي أعلى مؤهل بذلك الوقت و راتب المعلم حينها حوالي 40 ريالًا كما كان عدد المعلمين حوالي 4 أشخاص و 71 طالبًا ولا يمكن للطالب التخرج من الصف الخامس إلا بعد حفظ القرآن كاملًا والتوحيد والفقه و القراءة والكتابة وعلوم الحساب 